# جيمس نيوتن
جيمس نيوتن (بالإنجليزية: James Newton)‏ هو سياسي أسترالي، ولد في 1864، وتوفي في 13 مارس 1929. انتخب عضو مجلس نواب تسمانيا.